# رابرت اندرسون (بازیکن واترپلو)
رابرت اندرسون (انگلیسی: Robert Andersson; ۱۸ اکتبر ۱۸۸۶ – ۲ مارس ۱۹۷۲) شیرجه‌رو، شناگر، و بازیکن واترپلو اهل سوئد بود.